# Trockener Steg
Trockener Steg är en bergstopp i Schweiz.   Den ligger i distriktet Visp och kantonen Valais, i den södra delen av landet, 110 km söder om huvudstaden Bern. Toppen på Trockener Steg är 2 939 meter över havet.
Terrängen runt Trockener Steg är huvudsakligen bergig, men den allra närmaste omgivningen är kuperad. Runt Trockener Steg är det glesbefolkat, med 10 invånare per kvadratkilometer.. Närmaste större samhälle är Zermatt, 6,4 km nordost om Trockener Steg. 
Trakten runt Trockener Steg består i huvudsak av gräsmarker.